# Списак рудника у Португалу
Листа рудника у Португалу је помоћни чланак листе рудника у Европи и списковима листама рудника. Ова листа садржи активне, неактивне чланака о рудницима и пописима активних, неактивних и будућих рудника у земљи и организована је према примарној листи производње минерала. Из практичних разлога каменоломи камена, мермера и други могу бити укључени у ову листу.

## Рудници угља
- Камадас Ђигимарота ( порт. Camadas de Guimarota), једноставно Ђигимарота или Камадас де Алкобака, је рудник угља у близини града Леириа у централном Португалу. Рудник се налази у слојевима Алкобачке формације, Кимериџијског доба које је део касно Јурског доба,[1] и садржи разноврстан низ фосилних животиња и биљака, укључујући диносаурусе и сисаре.
- Клоећи (порт. Cloete) или Сан Хосе де Клоецћи је град који се бави ископавањем угља у општини Сабинас, у мексичкој држави Кауиља. Основао га је крајем 19. века Вилиам Бродерик Клоећи британац који је у свом поседу имао многобројне руднике. Његово име је узето као назив овог рудничког града након његове смрти у несрећи на броду РМС Лузитаније 1915. године. Пописом ИНЕГИ 2005. године, показало се да овај руднички град има 3.977 становника.

## Рудници бакра
- Рудник Нeвис Корву (порт. Mina de Neves-Corvo) је рудник цинка и бакра 15 км југоисточно од Кастро Вердеа, и 220 км југоисточно од Лисабона, у округу Бежа (Баишу Алинтежу) у Португалу. Има посебну железничку везу до луке Сетубал. До руде се долази углавном уз помоћ окана и рампом са површине.[2][3] Главни је произвођач минерала бакра и цинка.
- Рудник Сао Домингос (порт. Mina de São Domingos) је напуштен рудник у Корће де Пинту, Алентежо, у Португалу. Ово налазиште је једно од вулканогених масивних лежишта руде сулфида у Иберијском пиритном појасу, који се протеже од јужног Португала до Шпаније. То је прво место у Португалу које је имало електрично осветљење. Рудник је отворен 1854, а експлоатација се вршила до 1966. године. Осим бакра експлатишу се и пирит, сребро и злато.

## Рудници злата
- Рудник Сао Домингос

## Рудници олова
- Рудник Аужустрел (порт. Mina de Aljustrel) је рудник цинка и олова смештен у цивилној жупи Аужустреп и Рио де Моинхос, у општини Аљустрел, у португалском округу Баишу Алинтежу. Класификован је као споменик 1982. године.

## Рудници пирита
- Лоусал рудник (порт. Mina de Lousal) је рудник пирита у Португалу. Рудник је отворен 1900. године, а затворен 1988. године.
- Рудник Сао Домингос

## Рудници сребра
- Рудник Сао Домингос

## Рудници волфрама
- Панаскеире (порт. Mina da Panasqueira) је назив за скуп рударских операција између Цабецо до Пиао и села Панаскеире, које су радиле на технички интегрисан начин и настављају се практично од дана отварања рудникае. Рудник ради скоро 120 година на практично непрекидан начин, снажно утичући на идентитет, историју и садашње друштво унутрашњости Беира. Такође је светски узор, не само због квалитета и обима производње, трајања и прилагодљивости истраживања; али и због зрелости техничких решења како за подземну експлоатацију, тако и за прераду руде.
- Табуасу рудник (порт. Mina de Tabuaço) је велики површински коп која се налази у источном делу Португала, у Северној области. Табуасу представља једну од највећих резерви волфрама у Португалу са процењеним резервама од 2,72 милиона тона руде са 0,57% волфрама.[4]

## Рудници цинка
- Аужустрел рудник
- Рудник Невис-Корву